# 君は僕の宝物 TOUR'92
『君は僕の宝物 TOUR'92』（きみはぼくのたからもの ツアー92）は、槇原敬之の3作目の映像作品。1993年4月25日にWEA JAPANからシングル「彼女の恋人」と同日発売。

## 概要
1992年6月25日発売、3枚目のアルバム『君は僕の宝物』を引っ提げ、同年8月25日から12月3日まで開催、「槇原敬之 CONCERT TOUR '92〜君は僕の宝物〜」NHKホールの最終公演を収録。全国32か所・36公演・7万人動員。
本作発売後1993年5月5日からは「槇原敬之 CONCERT TOUR '93〜君は僕の宝物〜」を開催。7月25日まで全国37か所39公演。

## 再発盤
発売16年後、2009年2月25日、ワーナー時代の「SMILING 〜THE VIDEO COLLECTION〜」以外の全ての作品と同時に再発、DVD化。

## 収録曲
全曲作詞・作曲　槇原敬之
特に記載がないものは「君は僕の宝物」収録曲。
1. もう恋なんてしない
  - 5枚目シングル
2. くもりガラスの夏
3. 北風～君にとどきますように～
  - 6枚目シングル。映像処理を駆使してステージ上に雪を降らせる演出。
4. NG
  - デビューシングル。ピアノの弾き語りで歌う。
5. 三人
  - ピアノの弾き語りで歌う。
6. てっぺんまでもうすぐ
7. 遠く遠く
8. 雷が鳴る前に
9. どんなときも。
  - 3枚目シングル
10. 君は僕の宝物